# وادي البيرة

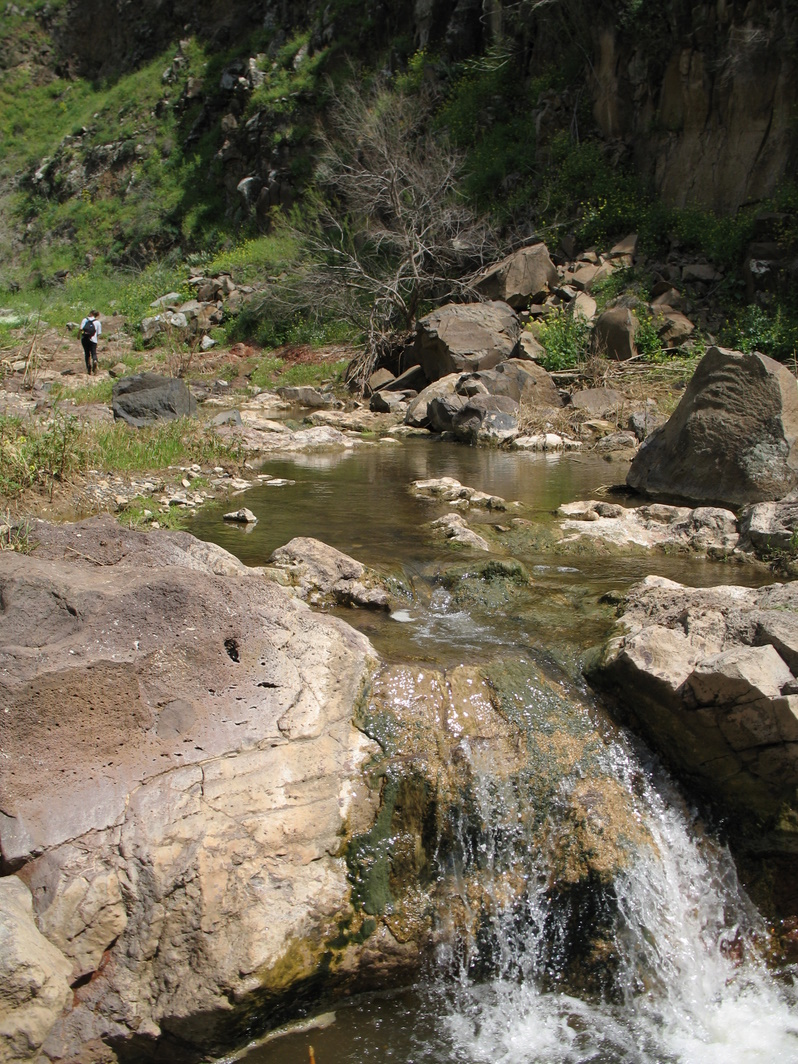
تيار مياه وادي البيره

وادي البيرة هو وادي في الجليل الاسفل، فلسطين، يحوي مياه جارية، وتيار هذه المياه هو تيار مائي متقطع.     

## جغرافية

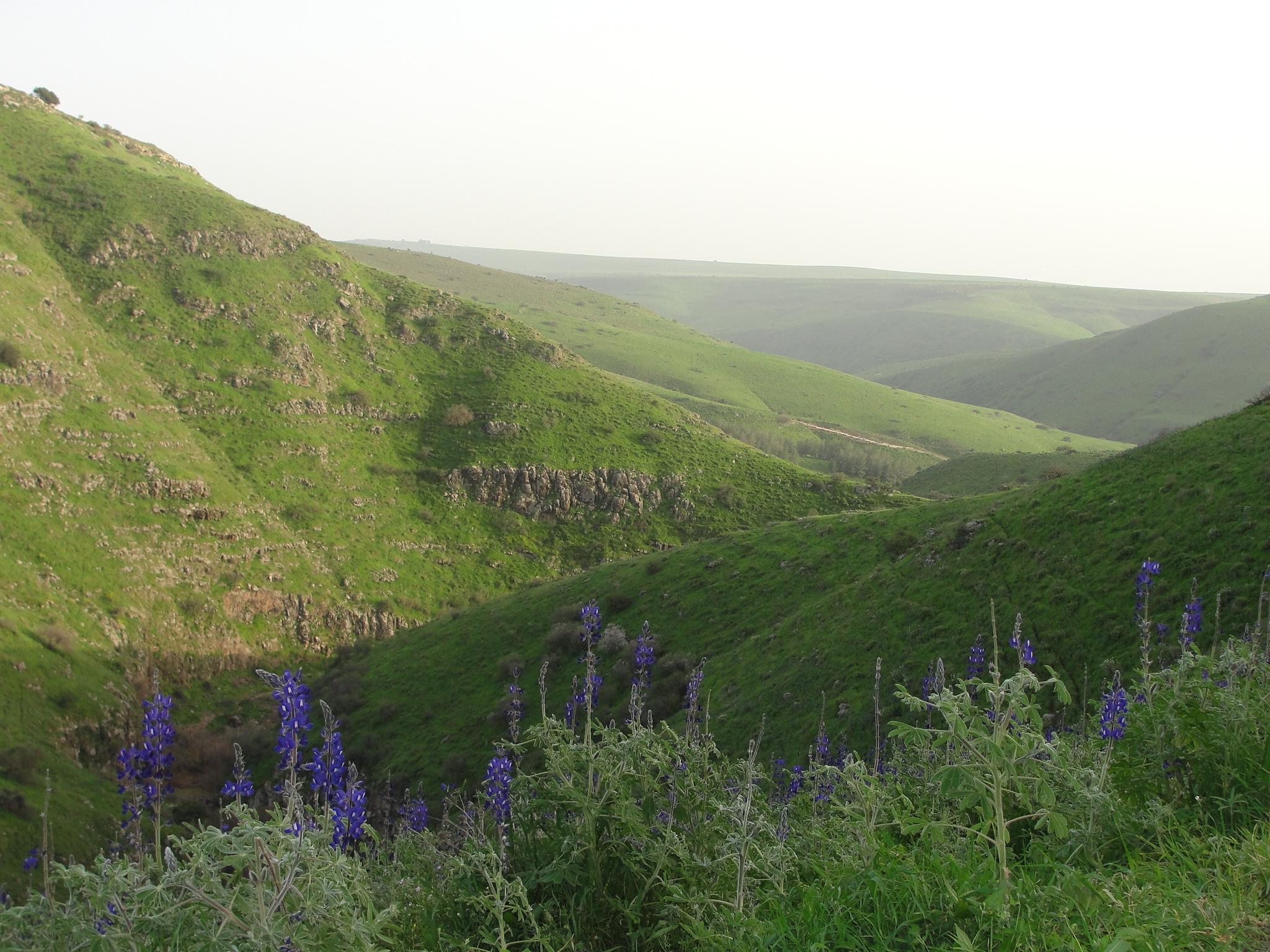
منظر في وادي البيره يتطلع إلى جهة الجنوب الشرقي، ازهار ترمس تظهر في الصورة

يبدأ تيار المياه في تلال الناصرة؛ في شرق المدينة، ويمتد شرق وجنوب جبل الطور (طابور)، حيث يتجه شرقًا ثم يصب في نهر الأردن، بين قرية البيرة وقلعة كوكب الهوا وجنوب قرية جسر المجامع.  
ثلاثة ينابيع تغذي جدول المياه داخل حدود محمية وادي البيرة الطبيعية، إحدى هذه الينابيع هي عين المخرخش (عين البيضة) ، بالقرب من تل المخرخش، وهو تل أثري يعتقد أنه موقع بلدة «اناحرة» (بالإنجليزية: Anaharath)، وهي بلدة مذكورة في وصف واحد على يد تحتمس الثالث في أحد حملاته، وأيضا في يشوع 19:19، واصفا تخصيص الأراضي لبني يساكر.
بالقرب من بلدة الطيرة (بيسان) المهجرة؛ يمر التيار عبر اخدود بازلت.

## محمية طبيعية
حصل جدول المياه في وادي البيرة على مكانة محمية طبيعية في عام 1974.
تشمل المحمية الطبيعية جدول المياه ومجراه من المنطقة القريبة من قرية معذر المهجرة حتى الطريق السريع 90.
يتواجد في المحمية نباتات من أنواع عدة؛ أثل والصفصاف وزفيزف(عناب) وبطم اطلسي وسنط ابيض وخوخ كورشنسكي. تنمو في المنطقة العديد من أنواع الزهور البرية خلال أشهر موسم الشتاء، مثل ترمس (الاسم العلمي: Lupinus pilosus) بخور مريم فارسي، شقار، ثوم معمر، وحلتيت.  
تشمل مجموعة أنواع الحيوانات والطيور الموجودة في المحمية؛ الغزلان (الاسم العلمي: Gazella gazella gazella)، طيور دوري لاتيني، حجل الصخر.